# لجستیک معکوس
لجستیک معکوس (به انگلیسی: Reverse Logistics) اصطلاحی در زمینهٔ مدیریت زنجیرهٔ تأمین است که به بازگرداندن کالا در جهت عکس و پله‌پله از آخرین مصرف‌کننده به توزیع‌کننده، و از توزیع‌کننده به تولیدکننده اشاره دارد. این فرآیند انتقال معکوس کالا به‌منظور بازیابی ارزش یا دفع مناسب آن‌هاست است.